# Miriam Ramos Heres
Miriam Ramos Heres (Matanzas, 1946-) es una cantante, compositora, actriz, conductora y guitarrista cubana. Ha sido ganadora del Premio de la Feria Internacional CUBADISCO (1999) y del premio por la Categoría Canción de ese mismo certamen en 1999 y 2000, también ha sido merecedora de la Medalla Raúl Gómez García, del premio Video 99 del Festival Nacional por su concierto "Estás conmigo" en el Teatro Nacional de Cuba y de los Premios de Interpretación en el Concurso de canciones cubanas "Adolfo Guzmán" en 1983 y 1984.

## Biografía
Realizó estudios musicales en los años 60 en los conservatorios "Amadeo Roldán" y "Alejandro García Caturla". Estudió en el Seminario de Música Popular dirigido por Odilio Urfé, y se graduó de la especialidad de canto de la Escuela de Superación Profesional Ignacio Cervantes. Hizo estudios autodidactos de guitarra y participó en cursos impartidos por Vicente González Rubiera (Guyún) y Alejo Carpentier. En 1964 ofreció su primer recital como solista en el Museo Nacional de Bellas Artes acompañada por el pianista Frank Emilio.
Ha sido conductora de programas de radio nacionales como "No hacen falta alas", dedicado a la música y la literatura universal, y "The Jazz Corner".
De su discografía destaca Estás conmigo (Egrem, 1999), un homenaje a Bola de Nieve. Por esta grabación ganó los Premios de Canción, Grabación, Fotografía y Diseño en el Festival Internacional Cubadisco 1999.
Sobre sus canciones se le ha reconocido por su labor en la lírica femenina de la trova  y por su oposición al machismo de las canciones, el cual está "en abierta contradicción con la época en que vivimos, y en franca oposición a la imagen de amor que los jóvenes deberían tener para madurar".

## Reconocimiento
- Diploma al Mérito Artístico, en ceremonia con Fidel Castro en 2003, por su rol en la fundación del Movimiento de la Nueva Trova.[9]